# Guy LaBranche
Guy LaBranche (* 19. April 1972) ist ein kanadischer Biathlet.
Guy LaBranche lebt in Québec. Er arbeitet als Cheftrainer des Club de Biathlon Courcelette und ist Direktor des Centre de biathlon Myriam-Bédard in Valcartier. Während der Olympischen Winterspiele 2010 war er in führender Rolle an der Organisation der Biathlonwettkämpfe beteiligt.
Als Aktiver gehörte LaBranche von 1995 bis 1998 für vier Jahre zum Biathlon-Kader der kanadischen Streitkräfte. Zudem war er mehrere Jahre lang Mitglied der kanadischen B-Nationalmannschaft. In Europa nahm er an Rennen des Europacups teil. Er nimmt noch ab und an auf kontinentaler Ebene an Biathlonrennen teil. In der Saison 2010/11 wurde er etwa im Biathlon-NorAm-Cup in La Patrie im Sprint hinter Alain Guimont Zweiter und im Verfolgungsrennen hinter Guimont und Eli Walker Dritter.